# Meeuwen sterven in de haven
Meeuwen sterven in de haven is een Belgische dramafilm uit 1955. De film is opgenomen in zwart-wit. De regie was in handen van Rik Kuypers, Ivo Michiels en Roland Verhavert, die ook het scenario schreven.

## Verhaal
De film gaat over een gekweld personage zonder naam, die op de dool is in de havenstad Antwerpen. Hij is op de vlucht voor de moord op zijn vrouw. Hij wordt alleen begrepen door een weeskindje en twee vrouwen die hem proberen te helpen. Aan hem wordt gevraagd het weeskindje te ontvoeren en hij staat voor een moeilijke beslissing die hem zijn vrijheid kan brengen.

## Rolverdeling
| Acteur             | Personage      |
| ------------------ | -------------- |
| Julien Schoenaerts | Vreemdeling    |
| Dora van der Groen | Prostituee     |
| Tine Balder        | Schippersvrouw |
| Gisele Peeters     | Gigi           |
| Piet Frison        | Schipper       |
| Tone Brulin        | Pooier         |

## Achtergrond

### Productie
Rond de tijd dat de film werd gemaakt lag de Vlaamse filmindustrie zo goed als plat. Buiten een paar documentaires en wat opvoedkundige films in opdracht van een of ander patersorde werd er niet veel geproduceerd. Hierop besloten Ivo Michiels en Roland Verhavert, hoewel ze jong en onervaren waren, een film te maken. Omdat ze nog nooit een filmcamera hadden gehanteerd deden ze hiervoor een beroep op Rik Kuypers. De drie kwamen samen om eens iets anders te maken. Een thriller van eigen bodem, waarin Antwerpen een hoofdrol speelde en waarin jonge acteurs hun filmdebuut mochten maken.
In 1954 begonnen de drie aan hun idee wat uiteindelijk Meeuwen sterven in de haven zou gaan heten. Om de film te financieren moesten ze zelf voor geld zorgen, maar met hulp van Bruno de Winter van 't Pallieterke en Jef Vermetten konden ze starten. Er kwam ook nog privégeld van ondernemers, die in het scenario een mogelijkheid zagen om Antwerpen over de hele wereld te promoten. Samen hebben ze productiehuis Metropool Film opgericht, met als enige doel het realiseren van hun eerste langspeelfilm Meeuwen sterven in de haven.
De drie regisseurs hadden onderling niet besloten wie welke bevoegdheid had. Maar naarmate de productie op gang kwam, hield Ivo Michiels zich vooral bezig met de verhaalstructuur, Roland Verhavert concentreerde zich op de spelregie. Hij kon werken met een paar veelbelovende acteurs, waaronder Julien Schoenaerts. Rik Kuypers was de enige van die drie die wist hoe hij met een camera moest werken en hield zich dan ook vooral bezig met het visuele aspect en de techniek. Maar ze hadden alle drie ook een rol in de film. Daarom namen ze vaak ook elkaars taken waar als een van hen moest acteren.
Op maandag 2 mei begonnen de opnamen, die twee maanden zouden duren. De opnames vonden plaats in het hartje van de Antwerpse haven. Tijdens de draaidagen was er een staking in de haven, wat positief gereflecteerd is in de film. Men ziet dit aan het ongewone sfeertje in de lege havens. Jammer genoeg begonnen de geldschieters en de technische ploeg uit Brussel argwaan te krijgen, waardoor deze sfeer niet de hele film kon worden vastgehouden.

### Ontvangst
De film maakte een grote indruk bij pers en publiek. Zowel de thematiek als het stilistische programma introduceerden voor Vlaanderen een nieuwe, meer internationaal gerichte gevoeligheid in de bioscoop. In tal van recensies werd Meeuwen zonder reserve onthaald als 'de eerste Vlaamse' of zelfs de 'eerste Belgische film'.
Het etiket "kinderen niet toegelaten" had toch een impact gehad op de inkomsten van de film. Maar ze hebben wel al hun geïnvesteerde kapitaal buiten 100.000 frank terugverdiend. Dit heeft ook te maken met de verkoop van de film aan Rusland, waar de film een succes werd.
De film liep vanaf 14 oktober 1955 in de Antwerpse bioscoop Savoy. Hij behaalde de prijs voor de beste Nederlandstalige speelfilm op het 2de Festival van de Belgische film in Antwerpen (1956). Daarnaast werd de film geselecteerd op het Filmfestival van Cannes, tijdens de week van de Belgische film in Moskou, het Internationaal filmfestival van Karlsbad en het derde Internationaal Festival van de Kunstfilm van New York.

### Nasleep
Na deze film legde Ivo Michiels zich met succes toe op literatuur. De traumatische oorlogservaring, die centraal staat in het verhaal van Meeuwen sterven in de haven, is een terugkerend thema in het literaire werk van hem. Rik Kuypers bleef verder experimentele korte films maken, meerdere documentaires zoals 'een geschiedenis van de Vlaamse film' en televisieprogramma's zoals Poëzie in 625 lijnen, maar de thematiek waarin de confrontatie met de dood toch een onderdeel is, zal nog vaker terugkomen in zijn films. Roland Verhavert bleef werkzaam voor de BRT, waar hij zijn werk voor Première nog enkele jaren verderzette. Daarna hield hij zich bezig met het realiseren van korte films voor televisieprogramma's, poëzieprogramma's en lesgeven. Meeuwen sterven in de haven is zoals de meeste van zijn films bestempeld als 'duidelijk contemporaine steedse film' en Verhavert realiseert als reactie hierop in 1989 een onvervalste boerenfilm: Boerenpsalm.

## Prijzen en nominaties
In 1956 werd Meeuwen sterven in de haven genomineerd voor een Gouden Palm op het Filmfestival van Cannes.

## Trivia
- In de oorspronkelijke versie van het Suske en Wiske-album De straatridder werd er naar deze film verwezen. Suske en Wiske komen in het album op zeker ogenblik aan in de haven. Wiske zei in de originele versie: "Hier moet het ergens zijn. Lambik dweepte met die film, "Meeuwen sterven in de haven"." Meteen daarop krijgt Suske duivenuitwerpselen in zijn oog en zegt: "Ja, over duiven gesproken...." Omdat deze verwijzing naar een Vlaamse film uit 1955 voor Nederlanders te onbegrijpelijk was en ook te snel gedateerd voor latere generaties kinderen werd Wiskes uitspraak in herdrukken veranderd in: "Oh, kijk eens wat een mooie vlucht meeuwen."